# Ofensiva del M23 de 2022
L'Ofensiva del M23 de 2022, la du a terme el Moviment 23 de març, recolzat per Ruanda a la República Democràtica del Congo, des del març de 2022 coincidint amb el desplegament de les Forces de Defensa del Poble d'Uganda (UPDF) a la regió per combatre les Forces Democràtiques Aliades (FDA), un grup rebel d'Uganda que operava a les províncies de Kivu del Nord i Ituri del Congo.

## Antecedents
El 7 de novembre de 2013, després de patir importants derrotes per l'ofensiva gubernamental recolzada per l'ONU, les tropes del Moviment 23 de març van creuar a Uganda. El 12 de desembre de 2013, el portaveu del president de Kenia Uhuru Kenyatta, Manoah Esipisu, va dir que havia firmat un acord a Nairobi entre el govern de la República Democrática del Congo i el moviment M23.

## Represa de les hostilitats en 2022

Ofensiva del M23

A finals de març de 2022, el Moviment 23 de març (M23), recolzat per Ruanda, va llançar una nova ofensiva a Kivu Nord contra les Forces Armades de la República Democràtica del Congo (FARDC) i la MONUSCO. La incursió es centra en zones que compten amb nombroses mines dedicades a l'extracció d'or, coltan, estany, tàntal i altres materials essencials i terres rares. Els combats van desplaçar centenars de milers de civils i van provocar noves tensions entre la República Democràtica del Congo (RDC) i Rwanda.
Els 8 i 9 de maig de 2023, diversos grups rebels i oficials de les FARDC es van reunir a Pinga per negociar un pacte de no agressió i la creació d'una coalició per resistir l'M23. L'aliança Wazalendo es va organitzar inicialment en secret, el govern va legalitzar oficialment l'ús de milícies dins de les FARDC el 3 de setembre de 2023.
La concessió minera de Bibatama, la mina de coltan més gran de la regió dels Grans Llacs d'Àfrica i un important contribuent a l'economia minera del país, que representa el 15% de la producció mundial de coltan, va passar sota el control de l'M23 el 30 d'abril de 2024.
A finals de gener de 2025, l'M23 va avançar cap a la ciutat de Goma amb el suposat suport de Rwanda, fet que va provocar que la RDC trenqués les relacions diplomàtiques amb Ruanda. El 27 de gener, M23 va afirmar haver capturat Goma, i el 16 de febrer van prendre Bukavu, la segona ciutat més gran de l'est de la República Democràtica del Congo, i a continuació avançaven en direcció a Butembo i Uvira, prenent l'illa d'Idjwi, reforçant el control sobre la frontera entre Ruanda i la República Democràtica del Congo.
En març el M23 va aturar l'avanç cap al sud al llarg de la frontera de Burundi al Kivu Sud després que Burundi i Ruanda arribessin a un acord per a la retirada de les tropes de Burundi que havien lluitat al costat de l'exèrcit de la RDC per intentar defensar Kavumu, seu de l'aeroport que dóna servei a Bukavu.

### Converses de pau
El Govern la República Democràtica del Congo (RDC) i el Moviment 23 de març (M23) van acordar reunir-se a Angola el 18 de març de 2025 per intentar assolir la pau, però l'ofensiva i la captura de Walikale i les viles properes per M23 el 19 de març van frustrar la reunió.
El 20 d'abril de 2025 el president de la RDC, Félix Tshisekedi va acusar d'alta traïció l'expresident Joseph Kabila per preparar una insurrecció i donar suport a una aliança amb l'M23, i va suspendre el seu Partit del Poble per a la Reconstrucció i la Democràcia (PPRD), ordenant la confiscació dels seus béns.
Les converses de pau es van reiniciar a Doha per mediació del govern de Qatar el 6 de maig, i van seguir al juny i al juliol, mentre es mantenien els combats entre Wazalendo i M23.
El 27 de juny, els ministres d'Afers Exteriors de la RDC i Ruanda van signar un acord de pau i es van reunir amb el president dels Estats Units, Donald Trump, a la Casa Blanca, i el 19 de juliol representants de la RDC i M23 van signar una declaració de principis a Qatar per acabar el conflicte.